# داملاماجا
داملاماجا (به لاتین: Damalamaca) یک روستای سابق در جمهوری آذربایجان است که در شهرستان قبوستان واقع شده است.